# Paige Cline
Paige Cline (* 22. Februar 1997) ist eine ehemalige US-amerikanische Tennisspielerin.

## Karriere
Cline spielte hauptsächlich auf der ITF Women’s World Tennis Tour, wo sie aber keinen Titel gewinnen konnte.
2016 erhielt sie zusammen mit ihrer Doppelpartnerin Hadley Berg eine Wildcard für das Hauptfeld des Damendoppel der Volvo Car Open, wo die beiden aber bereits in der ersten Runde an der Paarung Vania King und Alla Kudrjawzewa mit 3:6 und 0:6 scheiterten.

### College-Tennis
Cline spielte 2015 bis 2019 für das Damentennis-Team, die Gamecocks der University of South Carolina (USC).